# Helictopleurus minutus
Helictopleurus minutus är en skalbaggsart som beskrevs av Olivier Montreuil 2007. Helictopleurus minutus ingår i släktet Helictopleurus och familjen bladhorningar. Inga underarter finns listade i Catalogue of Life.